# الاهنوم (حجة)
الاهنوم هي إحدى قرى الجمهورية اليمنية. وهي تتبع جغرافيًا لمحافظة حجة. وإداريًا لمديرية قارة. يبلغ تعداد سكانها 1438 نسمة حسب الإحصاء الذي أجري عام 2004.